# 김정구 (가수)
김정구(金貞九, 1916년 7월 15일 ~ 1998년 9월 25일)는 일제강점기와 대한민국의 가수이다.

## 생애
함경남도 원산부의 푸른 바닷가가 있는 명사십리 출신으로, 작곡가 겸 가수인 맏형 김용환과 성악가인 누나 김안라가 모두 음악인으로 활동한 기독교 가정에서 태어나 자연스럽게 음악을 접했다.
1936년에 뉴코리아레코드에서 〈삼번통 아가씨(형 김용환의 작품)〉와 〈어머님의 품으로〉를 취입하여 가수로 데뷔했다. 이후 오케레코드로 옮겨 〈항구의 선술집〉(1938)을 불렀고, 이듬해(1939년 1월 초)에 〈눈물 젖은 두만강〉이 크게 유행하면서 이름을 널리 알리게 되었다.
〈눈물 젖은 두만강〉이 대표곡이긴 하나, 만요 가수로서의 재능이 두드러져 익살스러운 노래를 여러 곡 히트시켰다. 〈왕서방 연서〉, 〈앵화폭풍〉, 〈모던 관상쟁이〉, 〈총각진정서〉, 〈수박행상〉 등이 모두 만요이며, 장세정과 함께 부른 듀엣곡 〈만약에 백만원이 생긴다면은〉, 〈가정전선〉 등이 있다.
태평양 전쟁 종전 후에는 김용환과 함께 태평양가극단을 조직하여 활동하였다. 1960년대에 한국방송 라디오 반공드라마인 《김삿갓 북한 방랑기》의 주제곡으로 〈눈물 젖은 두만강〉이 쓰이면서 다시 주목을 받았다. 이후 이 노래는 오랫동안 애창되어 한국의 대표적인 트로트곡이 되었다.
1980년에 대중가요 가수로는 처음으로 문화훈장 보관장을 수여받았다. 말년에는 1991년 11월 이후에 미국으로 이민을 떠나 생활하다가 7년 후 캘리포니아주에서 사망했다.

## 광고
- CJ제일제당 다시다

## 같이 보기
- 만요
- 김용환

## 참고 문헌
- 강옥희,이영미,이순진,이승희 (2006년 12월 15일). 《식민지시대 대중예술인 사전》. 서울: 소도. 53~55쪽쪽. ISBN 978-89-90626-26-4.